# Pune Cantonment
Pune Cantonment es una ciudad y  acantonamiento situada en el distrito de Pune en el estado de Maharashtra (India). Su población es de 71781 habitantes (2011). Se encuentra a 4 km de Pune.

## Demografía
Según el censo de 2011 la población de Pune Cantonment era de 71781 habitantes, de los cuales 37046 eran hombres y 34735 eran mujeres. Pune Cantonment tiene una tasa media de alfabetización del 93,60%, superior a la media estatal del 82,34%: la alfabetización masculina es del 95,80%, y la alfabetización femenina del 91,26%.